# Conn Findlay
Conrad Francis Findlay, noto anche come Conn Findlay (Stockton, 24 aprile 1930 – 8 aprile 2021), è stato un canottiere e velista statunitense.

## Biografia
Ha partecipato a quattro edizioni dei giochi olimpici nel 1956, 1960, 1964 e 1976.
Alle Olimpiadi ha vinto due medaglie d'oro ed una di bronzo nel canottaggio nella gara del due con, ed una medaglia di bronzo nella vela nella classe Tempesta.

## Palmarès
In carriera ha conseguito i seguenti risultati:
- Giochi olimpici

Melbourne 1956: oro nel canottaggio nel due con.
Roma 1960: bronzo nel canottaggio nel due con.
Tokyo 1964: oro nel canottaggio nel due con.
Montréal 1976: bronzo nella vela in classe Tempesta.
- Giochi panamericani

San Paolo 1963: oro nel canottaggio nel due con.